# Príles
Príles é uma parte local Trenčianska Teplá. Localizado entre Dubnica nad Váhom e Trenčianska Teplá.
A primeira menção escrita é de 1351. Possuído por famílias: Prileszky, Skrbenský, Gabrizovics ..